# BK Žabiny Brno
BK Žabiny Brno (celým názvem: Basketbalový klub Žabiny Brno) je český ženský basketbalový klub, který sídlí v brněnských Žabovřeskách v Jihomoravském kraji. Založen byl v roce 1993 pod názvem SK Žabovřesky. Založili jej společně tehdejší manažer klubu Jiří Hamza a trenér a bývalý úspěšný český basketbalista a reprezentant Jan Bobrovský. V rekordně krátkém čase pak začal žabovřeský klub hrát ŽBL. Jedná se o jeden z nejúspěšnějších klubů v historii českého ženského basketbalu. Má na kontě 14 titulů mistryň ČR, 20 vítězství v českém poháru a jedno vítězství v nejprestižnější evropské klubové soutěži Euroliga v basketbalu žen.
Mládežnické oddíly působí pod hlavičkou Sportovní školy míčových her, z. s. Brno.
Logem klubu je žába, znak vychází ze stejnojmenného názvu haly klubu Rosnička, která stojí v Brně-Žabovřeskách.

## Historické názvy
Zdroj: 
- 1993 – BK Drakr Žabovřesky (Basketbalový klub Drakr Žabovřesky)
- 1994 – BK IMOS Žabovřesky (Basketbalový klub IMOS Žabovřesky)
- 1997 – BK IMOS Gambrinus Žabovřesky (Basketbalový klub IMOS Gambrinus Žabovřesky)
- 1999 – BK Gambrinus Brno - Žabovřesky (Basketbalový klub Gambrinus Brno - Žabovřesky)
- 2000 – BK Gambrinus BVV Brno (Basketbalový klub Gambrinus Brněnské veletrhy a výstavy Brno)
- 2001 – Gambrinus Brno
- 2002 – Gambrinus JME Brno
- 2005 – Gambrinus SIKA Brno
- 2009 – Frisco Sika Brno
- 2011 – Frisco Brno
- 2012 – BK IMOS Brno (Basketbalový klub IMOS Brno)
- 2014 – BK Žabiny Brno (Basketbalový klub Žabiny Brno)
- 2016 – BK Handicap Brno (Basketbalový klub Handicap Brno)
- 2017 – Basket Žabiny Brno
- 2018 – BK Žabiny Brno (Basketbalový klub Žabiny Brno)
- 2021 – Žabiny Brno

## Získané trofeje

### Vyhrané domácí soutěže
Zdroj: 
- Ženská basketbalová liga (14×)
  - 1995/96, 1996/97, 1997/98, 1998/99, 1999/00, 2000/01, 2001/02, 2002/03, 2003/04, 2004/05, 2005/06, 2006/07, 2007/08, 2009/10
- Český pohár v basketbalu žen (20×)
  - 1995/96, 1996/97, 1997/98, 1998/99, 1999/2000, 2000/01, 2001/02, 2002/03, 2003/04, 2004/05, 2005/06, 2006/07, 2007/08, 2008/09, 2012/13, 2016/17, 2019/20, 2001/2022, 2022/2023, 2023/2024

### Vyhrané mezinárodní soutěže
- Euroliga v basketbalu žen (1×)
  - 2005/06[1]
- Federální pohár žen (2×)
  - 2023[3], 2024

## Úspěchy
Zdroj: 
- 2× 2. místo v Eurolize 2005 a 2008
- 2× 3. místo v Eurolize 2000 a 2003
- 2× 4. místo v Eurolize 2001 a 2004
- 11× 2. místo v Ženské basketbalové lize 1995, 2009, 2011–2014, 2019, 2022, 2023, 2024, 2025
- 2× 3. místo v Ženské basketbalové lize 1994, 2021
- 3× 2. místo v Basketbalovém poháru žen 2010–2012

Klub zaznamenal rekordní sérii 256 vítězných zápasů v řadě v Excelsior ŽBL. Trvala 9 let a 3 dny, od 7. února 1998 do 10. února 2007, a ohraničily ji dvě porážky od basketbalistek ZVVZ USK Praha.
Dne 4. dubna 2009 basketbalistky Gambrinusu SIKA Brno po třinácti mistrovských titulech v řadě skončily na druhém místě, když podlehly týmu ZVVZ USK Praha. Finálovou sérii Brňanky prohrály 2:3 na utkání.

## Soupiska sezóny 2025/2026
| Číslo | Stát  | Hráčka                 | Ročník | Výška  |
| ----- | ----- | ---------------------- | ------ | ------ |
| 1     | Česko | Kateřina Zeithammerová | 2002   | 162 cm |
| 8     | Česko | Petra Záplatová        | 1991   | 175 cm |
| 10    | Česko | Eliška Hamzová         | 2001   | 182 cm |
| 11    | Česko | Marie Hamzová          | 2007   | 180 cm |
| 12    |       | Laura Juškaitė         | 1997   | 187 cm |
| 13    | Česko | Kateřina Kalná         | 2007   | 190 cm |
| 15    |       |                        |        |        |
| 16    | Česko | Ema Rychtecká          | 2007   | 182 cm |
| 17    |       |                        |        |        |
| 24    | Česko | Aneta Kytlicová        | 2005   | 175 cm |
| 28    |       |                        |        |        |
| 30    |       |                        |        |        |
| 55    | Česko | Simona Sklenářová      | 2000   | 181 cm |
|       |       |                        |        |        |

- Trenér: Viktor Pruša
- Asistent trenéra: Jan Bobrovský
- Asistent trenéra: Michal Martišek

## Umístění v jednotlivých sezonách
Zdroj: 
Legenda: ZČ - základní část, červené podbarvení - sestup, zelené podbarvení - postup, fialové podbarvení - reorganizace, změna skupiny či soutěže
| Česko (1993 – ) |                                |           |         |          |                          |
| Sezóna          | Název v ročníku                | Úroveň    | Soutěž  | ZČ       | Play-off                 |
| 1993/94         | BK Drakr Žabovřesky            | 1. úroveň | 1. liga | ?. místo | Zápas o 3. místo (vítěz) |
| 1994/95         | BK IMOS Žabovřesky             | 1. úroveň | 1. liga | ?. místo | Finále                   |
| 1995/96         | BK IMOS Žabovřesky             | 1. úroveň | 1. liga | ?. místo | Vítěz                    |
| 1996/97         | BK IMOS Žabovřesky             | 1. úroveň | 1. liga | ?. místo | Vítěz                    |
| 1997/98         | BK IMOS Gambrinus Žabovřesky   | 1. úroveň | 1. liga | ?. místo | Vítěz                    |
| 1998/99         | BK IMOS Gambrinus Žabovřesky   | 1. úroveň | 1. liga | 1. místo | Vítěz                    |
| 1999/00         | BK Gambrinus Brno - Žabovřesky | 1. úroveň | 1. liga | 1. místo | Vítěz                    |
| 2000/01         | BK Gambrinus BVV Brno          | 1. úroveň | 1. liga | 1. místo | Vítěz                    |
| 2001/02         | Gambrinus Brno                 | 1. úroveň | 1. liga | 1. místo | Vítěz                    |
| 2002/03         | Gambrinus JME Brno             | 1. úroveň | 1. liga | 1. místo | Vítěz                    |
| 2003/04         | Gambrinus JME Brno             | 1. úroveň | 1. liga | 1. místo | Vítěz                    |
| 2004/05         | Gambrinus JME Brno             | 1. úroveň | 1. liga | 1. místo | Vítěz                    |
| 2005/06         | Gambrinus SIKA Brno            | 1. úroveň | ŽBL     | 1. místo | Vítěz                    |
| 2006/07         | Gambrinus SIKA Brno            | 1. úroveň | ŽBL     | 1. místo | Vítěz                    |
| 2007/08         | Gambrinus SIKA Brno            | 1. úroveň | ŽBL     | 1. místo | Vítěz                    |
| 2008/09         | Gambrinus SIKA Brno            | 1. úroveň | ŽBL     | 1. místo | Finále                   |
| 2009/10         | Frisco Sika Brno               | 1. úroveň | ŽBL     | 1. místo | Vítěz                    |
| 2010/11         | Frisco Sika Brno               | 1. úroveň | ŽBL     | 2. místo | Finále                   |
| 2011/12         | BK IMOS Brno                   | 1. úroveň | ŽBL     | 2. místo | Finále                   |
| 2012/13         | BK IMOS Brno                   | 1. úroveň | ŽBL     | 2. místo | Finále                   |
| 2013/14         | BK IMOS Brno                   | 1. úroveň | ŽBL     | 2. místo | Finále                   |
| 2014/15         | BK Žabiny Brno                 | 1. úroveň | ŽBL     | 5. místo | Čtvrtfinále              |
| 2015/16         | BK Žabiny Brno                 | 1. úroveň | ŽBL     | 9. místo | Play-out (1. místo)      |
| 2016/17         | BK Handicap Brno               | 1. úroveň | ŽBL     | 6. místo | Čtvrtfinále              |
| 2017/18         | Basket Žabiny Brno             | 1. úroveň | ŽBL     | 6. místo | Čtvrtfinále              |
| 2018/19         | BK Žabiny Brno                 | 1. úroveň | ŽBL     | 3. místo | Finále (prohra)          |
| 2019/20         | BK Žabiny Brno                 | 1. úroveň | ŽBL     | 3. místo |                          |
| 2020/21         | BK Žabiny Brno                 | 1. úroveň | ŽBL     | 3. místo | Zápas o 3. místo (výhra) |
| 2021/22         | BK Žabiny Brno                 | 1. úroveň | ŽBL     | 2. místo | Finále (prohra)          |
| 2022/23         | BK Žabiny Brno                 | 1. úroveň | ŽBL     | 2. místo | Finále (prohra)          |
| 2023/24         | BK Žabiny Brno                 | 1. úroveň | ŽBL     | 2. místo | Finále (prohra)          |
| 2024/25         | Žabiny Brno                    | 1. úroveň | ŽBL     | 2. místo | Finále (prohra)          |

## Účast v mezinárodních pohárech
Zdroj: 
| Výkonnostní úrovně                                                              |
| superpohár – Superpohár v basketbalu žen                                        |
| 1. výkonnostní úroveň – Pohár mistrů evropských zemí, Euroliga v basketbalu žen |
| 2. výkonnostní úroveň – Pohár Ronchettiové, EuroCup v basketbalu žen            |

Legenda: EL - Euroliga v basketbalu žen, PMEZ - Pohár mistrů evropských zemí, EC - EuroCup v basketbalu žen, SP - Superpohár v basketbalu žen, PR - Pohár Ronchettiové
- PR 1994/95 – 1. předkolo
- PR 1995/96 – Čtvrtfinále
- EL 1996/97 – Čtvrtfinále
- EL 1997/98 – Čtvrtfinále
- EL 1998/99 – Čtvrtfinále
- EL 1999/00 – Zápas o 3. místo (vítěz)
- EL 2000/01 – Zápas o 3. místo (prohra)
- EL 2001/02 – Základní skupina B (6. místo)
- EL 2002/03 – Zápas o 3. místo (vítěz)
- EL 2003/04 – Zápas o 3. místo (prohra)
- EL 2004/05 – Finále
- EL 2005/06 – Vítěz
- EL 2006/07 – Čtvrtfinále
- EL 2007/08 – Finále
- EL 2008/09 – Osmifinále
- EL 2009/10 – Čtvrtfinále
- EL 2010/11 – Základní skupina D (6. místo)
- EL 2011/12 – Základní skupina C (8. místo)
- EL 2012/13 – Základní skupina A (7. místo)
- EL 2013/14 – Základní skupina B (7. místo)
- EL 2014/15 – Základní skupina B (8. místo)
- EL 2015/16 – Předkolo
- EC 2021/22 – Osmifinále
- EC 2022/23 – Základní skupina
- EC 2023/24 – První kolo play-off
- EL 2024/25 – Druhé kolo, skupina B (11. místo celkově)